# Esmeraldas (kanton)
Esmeraldas – kanton w Ekwadorze, w prowincji Esmeraldas. Stolicą kantonu jest Esmeraldas.